# Bolong Sonko
Bolong Sonko (* im 20. Jahrhundert) war Außenminister im westafrikanischen Staat Gambia.

## Leben und Wirken
Sonko war nach dem erfolgreichen Militärputsch der Armed Forces Provisional Ruling Council vom 22. Juli 1994 als Außenminister tätig. Diese Funktion übte er bis zum 20. März 1995 aus. Am 20. März 1995 wurde er von der Polizei verhaftet und befragt, ihm wurden finanzielle Unregelmäßigkeiten vorgeworfen. Er wurde am 20. Mai 1995 aus dem Arrest entlassen.
| Vorgänger | Amt                                | Nachfolger             |
| --------- | ---------------------------------- | ---------------------- |
| Omar Sey  | Außenminister von Gambia 1994–1995 | Baboucarr-Blaise Jagne |

| Personendaten    | Personendaten         |
| ---------------- | --------------------- |
| NAME             | Sonko, Bolong         |
| KURZBESCHREIBUNG | Außenminister Gambias |
| GEBURTSDATUM     | 20. Jahrhundert       |